# مشک‌موش روسی
مشک‌موش روسی (نام علمی: Desmana moschata) نام یک گونه از تبار مشک‌موش است.